# 湛水直播栽培
湛水直播栽培（たんすいちょくはんさいばい）は、水田に直接種をまいていく稲の栽培方法で、労働集約的な移植栽培（水田に育てた苗を植える従来の方法）に比べて、省力的な直播栽培は大規模化でも一人で作業可能な栽培技術で低コスト化になる。直播栽培には播種前の入水の有無によって、湛水直播（播種前に代かき）と乾田直播（乾田状態で播種）がある。

## 概略
1950年代に、催芽した稲の種子を過酸化カルシウム（商品名：カルパー粉粒剤、酸素発生剤）でコーティングする技術が開発された。その後機械化がすすみ、1980年代に湛水土中直播技術が実用化された。2004年に鉄コーティング（鉄の重みを利用した技術）直播栽培が農研機構で開発された。浸種した種子に鉄粉をコーティングして土壌表面に播種する方法で、苗立を不安定にさせる酸素不足・浮き苗・鳥害も防ぐことができる（浸種期間の目安は水温10～20℃で、積算水温40～60℃）。過酸化カルシウムコーティング直播栽培では落水出芽法（播種後一週間程度落水管理する）だが、鉄コーティング直播栽培でも、播種後落水管理した方が湛水管理した場合に比べ出芽率が向上し、カモによる食害も防止できる。鉄コーティング用直播機は点播（てんぱ）方式が条播（じょうは）に比べて苗の生育が良い。
- 水稲種子にモリブデン化合物をまぶすと、直播での苗立ちが改善されます[7]。
- 『代かき同時打ち込み式』多粒点播法の水稲直播機も開発されている[8][9][10][11][12][13]。
- 無コーティング種子代かき同時浅層土中播種技術も開発されている[14][15][16]。直播栽培では、雑草イネへの警戒が必要[17][18][19]。
- 水稲湛水直播向けコーティング処理済み種子「リゾケアXL(エクセル)」をシンジェンタジャパンが発売[20][21][22]。酸素供給剤「オクソスDS」、殺菌剤「スクーデリアES」により、酸素不足、苗腐病を防ぐことで、苗立ちをサポート。苗腐病との関わりが深い水管理が従来の直播栽培にくらべてよりシンプルになる一方で、直播の雑草問題の軽減にも期待される。また、ドローン（マルチロータ）・乗用型播種機・背負式動力散粒機など、圃場サイズ・所有する機械に応じた播種方法の選択が可能。

一方で、湛水直播だけに限らず、直播栽培は移植栽培に比べ食味（コメの味）は劣ると言われている。これは、直播専用肥料は移植栽培用と比べ、窒素成分が多く、また播種された種もみの近傍に施肥されるため、効率的に窒素成分を吸収できることからコメに含まれるタンパク質が増えるためと考えられている。ただし、農林水産省をはじめとする公的機関の関連サイトには食味の低下は記載されていない。しかし、多くの生産者は経験的に食味が劣ると考えている。

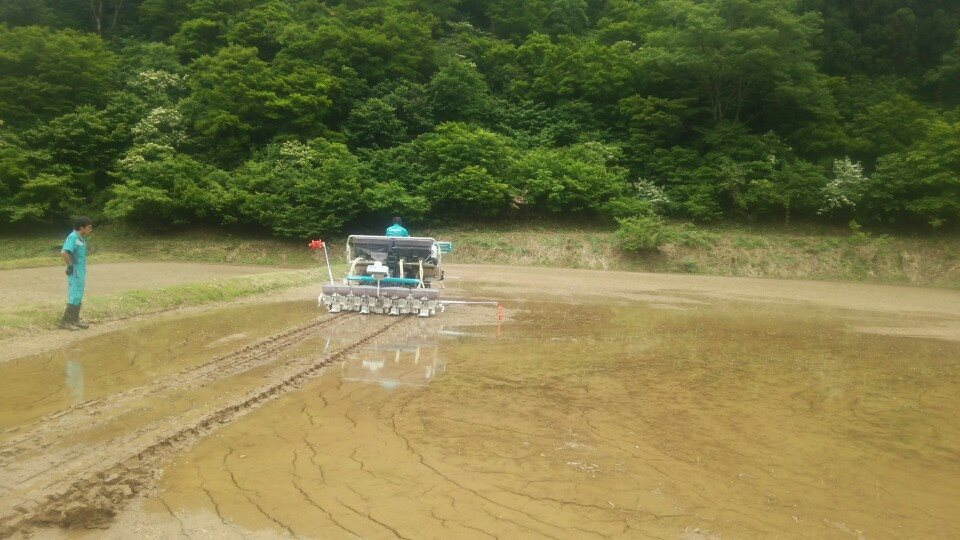
実演（新潟クボタ六日町営業所）
新潟県南魚沼市清水西谷後
標高500m（耕作放棄地再生支援:低コスト稲作）

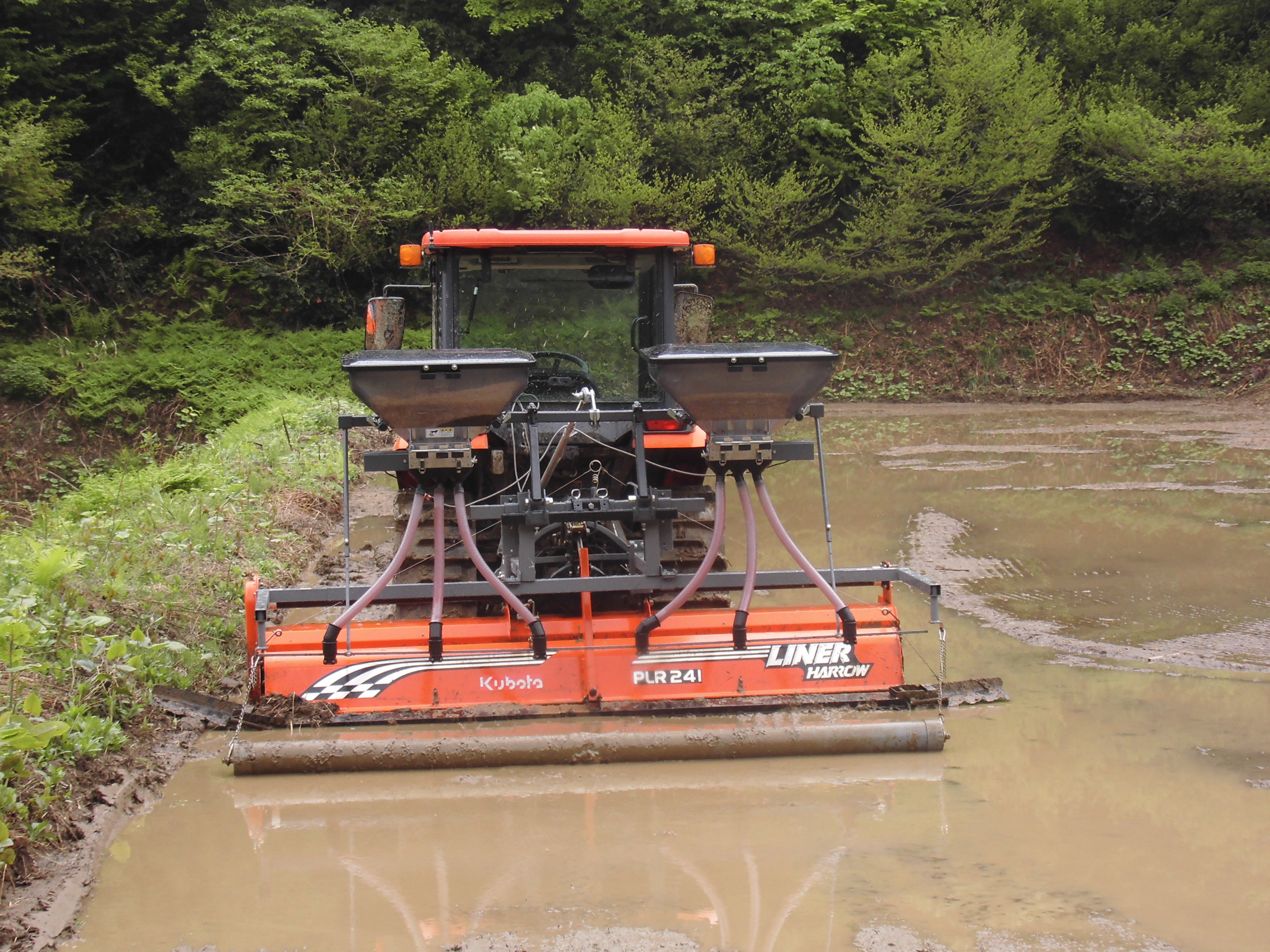
無コーティング代かき同時湛水直播実証試験
南魚沼市清水西谷後
小橋工業ライナーハローPLR241（2017.6.01）

## 沿革
- 2004年（平成16年）- 1月6日、山内稔農学博士[23]（農研機構）が鉄コーティング種子（鉄粉被覆稲種子）製造法を特許出願[24][25]。
- 2005年（平成17年）- 内山公（新潟県新発田市）氏が新潟クボタの支援で水稲鉄コーティング湛水直播の大規模化を開始[26]。
- 2010年（平成22年）- 8月31日、農研機構が簡易で低コストな水稲の直播技術を開発（水稲種子にモリブデン化合物をまぶすことにより直播での苗立ちが改善）[27]。
- 2013年（平成25年）- 『鉄コーティング種子を用いた水稲の湛水播種技術』で第5回 日本作物学会技術賞を受賞[28]。
- 2014年（平成26年）- 4月、山内博士が退官後、JA全農に入る[29]。
  - 4月15日、『鉄コーティング（鉄コー）種子を用いた水稲湛水直播技術』の開発で、山内稔JA全農肥料農薬部主席技術主管（中四国肥料農薬事業所）が、平成26年度科学技術分野の文部科学大臣表彰の科学技術賞（技術部門）を受賞[30]。
  - 8月18日、JFEスチールが日本初の種子コーティング用プレミックス鉄粉「粉美人」を開発、販売開始[31]。
- 2016年（平成28年）- 12月22日、無コーティング代掻き同時播種機が開発される [32][33][34][35]。
- 2017年（平成29年）- コマツが直播にも対応した農業ブルドーザを開発。建機リース会社が操作を担当するオペレーター付きで水田などに派遣するプランも研究[36][37]。
- 2020年 (令和2年) - 4月1日、シンジェンタジャパンが、水稲湛水直播向けのソリューション「RISOCARE（リゾケア）」を2021年から展開することを発表[38]。

## 関連書籍
- 川島長治（著）『木川営農組合方式による鉄コーティング直播栽培の奨め』農林統計協会 ISBN 9784541040176 （2015年3月6日）
- 姫田正美・今井秀昭・井村光夫（編著）『コシヒカリの直播栽培』農山漁村文化協会ISBN 9784540981944（1999/03）
- 木本英照・岡武三郎・富久保男（共著）『乾田不耕起直播栽培10アール5時間のイネつくり』農山漁村文化協会 ISBN 9784540941573（1995/03）
- 中村喜彰（著）『低コスト増収の米作り―湛水土壌中直播栽培』家の光協会 ISBN 9784259516383（1983/01）
- 宮坂昭（著）『イネの直播栽培―乾田耕起直播・乾田ばらまき・不耕起穴まき・湛水ばら』農山漁村文化協会 ISBN 9784540730146（1977/05）